# Notación multi-índice
La notación multi-índice es un tipo de abreviación usado en cálculo de varias variables y análisis funcional para escribir abreviadamente ciertas expresiones matemáticas. Esencialmente, un multi-índice {\displaystyle \alpha \,} es una n-tupla de números enteros, cuya medida {\displaystyle |\alpha |\,} viene dada por:

{\displaystyle \alpha =(\alpha _{1},\dots ,\alpha _{n})\in \mathbb {N} ^{n},\qquad |\alpha |=\alpha _{1}+\alpha _{2}+\dots +\alpha _{n}}

Se define {\displaystyle \alpha !=\alpha _{1}!\alpha _{2}!\dots \alpha _{n}!}
Esta notación multi-índice simplifica muchas fórmulas utilizadas en el cálculo multivariable, en las ecuaciones diferenciales parciales o en la teoría de distribuciones, al generalizar el concepto de una índice entera a una tupla ordenada de índices.

## Derivación
Los multi-índices son frecuentemente usados para resumir derivadas parciales de una función de n variables:

{\displaystyle D^{\alpha }f\equiv {\frac {\partial ^{|\alpha |}f}{\partial x_{1}^{\alpha _{1}}\partial x_{2}^{\alpha _{2}}\dots \partial x_{n}^{\alpha _{n}}}}\,.}

## Polinomios
Los multi-índices pueden usarse para abreviar de manera sencilla la escritura de un monomio del anillo de polinomios {\displaystyle K[X_{1},X_{2},\dots ,X_{n}]}. La expresión {\displaystyle X^{\alpha }}, escrita mediante multi-índice {\displaystyle \alpha }, representa el monomio de n variables dado por

{\displaystyle X^{\alpha }\equiv X_{1}^{\alpha _{1}}X_{2}^{\alpha _{2}}\dots X_{n}^{\alpha _{n}}}.

## Otros contextos y sus propiedades básicas
Un n -dimensional multiíndice es una n-tupla

{\displaystyle \alpha =(\alpha _{1},\alpha _{2},\ldots ,\alpha _{n})}

de enteros no negativos (es decir, un elemento del conjunto de números naturales de n, denotado {\displaystyle \mathbb {N} _{0}^{n}}).
Para los multiíndices  {\displaystyle \alpha ,\beta \in \mathbb {N} _{0}^{n}} y {\displaystyle x=(x_{1},x_{2},\ldots ,x_{n})\in \mathbb {R} ^{n}} se define:
Suma y diferencia por componentes

{\displaystyle \alpha \pm \beta =(\alpha _{1}\pm \beta _{1},\,\alpha _{2}\pm \beta _{2},\ldots ,\,\alpha _{n}\pm \beta _{n})}

Orden parcial

{\displaystyle \alpha \leq \beta \quad \Leftrightarrow \quad \alpha _{i}\leq \beta _{i}\quad \forall \,i\in \{1,\ldots ,n\}}

Suma de componentes (valor absoluto)

{\displaystyle |\alpha |=\alpha _{1}+\alpha _{2}+\cdots +\alpha _{n}}

Factorial

{\displaystyle \alpha !=\alpha _{1}!\cdot \alpha _{2}!\cdots \alpha _{n}!}

Coeficiente binomial

{\displaystyle {\binom {\alpha }{\beta }}={\binom {\alpha _{1}}{\beta _{1}}}{\binom {\alpha _{2}}{\beta _{2}}}\cdots {\binom {\alpha _{n}}{\beta _{n}}}={\frac {\alpha !}{\beta !(\alpha -\beta )!}}}

Coeficiente multinomial

{\displaystyle {\binom {k}{\alpha }}={\frac {k!}{\alpha _{1}!\alpha _{2}!\cdots \alpha _{n}!}}={\frac {k!}{\alpha !}}} donde {\displaystyle k:=|\alpha |\in \mathbb {N} _{0}}

Potencias

{\displaystyle x^{\alpha }=x_{1}^{\alpha _{1}}x_{2}^{\alpha _{2}}\ldots x_{n}^{\alpha _{n}}}

Derivada parcial de orden superior

{\displaystyle \partial ^{\alpha }=\partial _{1}^{\alpha _{1}}\partial _{2}^{\alpha _{2}}\ldots \partial _{n}^{\alpha _{n}}} where {\displaystyle \partial _{i}^{\alpha _{i}}:=\partial ^{\alpha _{i}}/\partial x_{i}^{\alpha _{i}}}

(véase también 4-gradiente). A veces también se utiliza la notación {\displaystyle D^{\alpha }=\partial ^{\alpha }}.